# 경영자혁명
경영자혁명(經營者革命, managerial revolution)은 오늘날의 주식회사에서는 주주와 경영자가 분리되어 경영자가 지배력을 갖게 된다는 사실을 말한다. 그 후에 단지 주식회사만이 아니라 자본주의 사회 전체에 확대되어서 오늘날의 자본주의 사회에서는 자본가가 아니라 경영자가 지배력을 갖는다는 경영자 혁명론이 주창되었다. 